# Monterrubio
Monterrubio er en by og kommune i det centrale Spanien i provinsen Segovia. Den har et indbyggertal på 56 (2024) indbyggere.